# Walter A. Shewhart
Walter A. Shewhart est un physicien et statisticien américain, né le 18 mars 1891 à New Canton (Illinois), mort le 11 mars 1967 à Parsippany-Troy Hills (New Jersey). Il passe toute sa carrière, de 1924 à 1956, au sein de la direction technique des Bell Telephone Laboratories, où il réalise d'importantes innovations concernant la qualité des produits. Ses expériences dans l'usine Hawthorne Works de la société Western Electric, près de Chicago, l'aident à élaborer la théorie des variations, une branche de la statistique.

## Vie professionnelle
Né le 18 mars 1891 à New Canton (Illinois), marié le 4 août 1914 avec Edna Hart, Shewhart fait des études supérieures à l’Université d'Illinois à Urbana-Champaign, puis complète un PhD de physique à l’Université de Californie à Berkeley (1917). Il est nommé assistant de physique à l’Université de l’Illinois (1916-17), puis directeur du Département de physique de la Wisconsin Normal School à La Crosse (1917-18).
Il est embauché en 1918 par la Western Electric Company puis transféré en 1925 aux Laboratoires Bell, la maison-mère, dont il reste salarié jusqu’à sa retraite en 1956.
En 1932, Shewhart fait un voyage en Angleterre où il rencontre le mathématicien Egon Pearson, avec lequel il s'entretient longuement. Son père, Karl Pearson, l'un des fondateurs de la statistique moderne, l'invite à donner des conférences dans une grande université : le London University College.
Ce voyage en Angleterre a pour effet de rendre Shewhart célèbre aux États-Unis. Ses articles parus entre 1928 et 1930 dans le Bell System Technical Journal, ainsi qu'un livre paru en 1931, n'avaient pas retenu l'attention de la communauté scientifique américaine. L'accueil de Karl et Egon Pearson lui vaut une véritable consécration dans son pays. En 1935, Shewhart participe à la fondation de l'Institute of Mathematical Statistics dont il assure la présidence en 1937. En 1943, il fonde la Collection de Statistique mathématique chez l'éditeur John Wiley & Sons. Il dirige cette collection jusqu'en 1965.
En 1938, William Edwards Deming invite Shewhart à donner des cours au ministère de l'Agriculture, où il avait invité précédemment les statisticiens Ronald Fisher, Jerzy Neyman et Frank Yates. Cette année-là, Deming est nommé responsable de l'enseignement des mathématiques à la Graduate School du ministère de l'Agriculture. Deming aide Shewhart à préparer quatre conférences en les mettant à la portée de ses étudiants. Le texte de ces conférences est publié en 1939 sous le titre Statistical Method from the Viewpoint of Quality Control. Quand Deming va au Japon en juillet 1950 pour diriger un séminaire de huit jours sur le management devant plusieurs centaines d'ingénieurs et de cadres supérieurs, c'est sur la base de cet ouvrage qu'il a préparé son cours.
En 1959, Kaoru Ishikawa invite Shewhart à donner un cycle de conférences au Japon. Ces conférences ont un grand succès. Les théories et les méthodes de Shewhart étaient déjà connues et pratiquées dans l'industrie japonaise.

## Œuvre
Les recherches de Shewhart ont pour origine la volonté de la direction de Western Electric de définir une démarche d’assurance qualité. C’est tout un groupe de chercheurs des Bell Telephone Laboratories qui s’est attaqué aux problèmes de qualité de l'usine Hawthorne de Western Electric.
Shewhart dispose de moyens importants qui lui permettent de mener des expériences sur les sites de production avec des données réelles. Ses collègues Dodge et Romig bénéficient des mêmes conditions pour élaborer des méthodes de contrôle de réception par échantillonnage. C’est une différence essentielle par rapport aux études sur la qualité des produits qui sont apparues en Europe à la même époque.
C'est ainsi que Shewhart met au point la méthode des graphiques de contrôle. Cette méthode permet de contrôler la qualité d'un produit sans recourir à une théorie mathématique. La qualité d'un produit étant définie par un ensemble de grandeurs physiques mesurables, un graphique de contrôle fournit, par une procédure assez simple, une représentation visuelle de l’évolution des paramètres de la distribution des résultats de mesure (moyenne et dispersion). Shewhart, dans ses publications, utilise au maximum des ressources graphiques, ce qui correspond aux conceptions sémiotiques de Peirce.
Shewhart considère qu'un processus de contrôle de la qualité comporte trois étapes : (1) la spécification de ce qui est demandé, (2) la production des objets demandés, et (3) l’inspection des objets réalisés, afin de vérifier s’ils sont conformes à la spécification. Ces trois étapes sont intimement liées, ce que Shewhart a montré en 1958 dans un article du Bell System Technical Journal.
Dès 1950, Western Electric a donné aux ingénieurs et aux agents de maîtrise de ses usines une série de cours sur la méthode de Shewhart. Un manuel de formation a été édité en 1956, puis réédité dix fois jusqu'en 1985, sous le titre : Statistical Quality Control Handbook.

## La théorie des variations
La théorie des variations est une branche de la statistique dont l'outil essentiel est le Control Chart, en français Graphique de Contrôle (souvent nommé, à tort, Carte de Contrôle). La construction d'un graphique de contrôle ne présente aucune difficulté. Il n'est pas nécessaire de recourir à un site payant.
Les graphiques de contrôle sont fondés sur le concept de « système de causes aléatoires ». Parmi les causes de variation d'un résultat de mesure, un graphique de contrôle permet de repérer des causes « assignables » qui peuvent être recherchées et éliminées. Quand on parvient à éliminer toutes les causes assignables, le système est dit « sous contrôle statistique ». Shewhart a introduit le point de vue économique dans le management par des considérations coûts-avantages concernant cette recherche de causes.
Dans son second livre, Shewhart étend la question de l'amélioration de la qualité d'un produit, traitée dans son premier  livre, à celle de l'amélioration de la connaissance. Les données fournissent le "témoignage", sur la base duquel nous pouvons faire une certaine "prévision" assortie d’un "degré de confiance". Il en résulte qu’un résultat de mesure n’est jamais un résultat définitif, mais seulement une étape dans un processus de mesure qui s'étend à l’infini.
Selon Shewhart, le processus du contrôle statistique de la qualité est semblable à celui de la recherche expérimentale. Les trois étapes du premier : spécification, production, inspection, correspondent respectivement aux trois étapes du second : concevoir une hypothèse, mener une expérience, tester l'hypothèse. Cette idée est à l'origine du cycle PDSA (Plan, Do, Study, Act) présenté au Japon en 1950 par Deming.
Cette théorie concerne notamment la manière de prendre une décision, ceci en de nombreux domaines. En effet, quand une décision a pour but d’améliorer des performances : sportives, économiques, commerciales, scolaires, etc., il est normal de chercher parmi les éléments qui contribuent au résultat celui sur lequel une action a le plus de chances d’aboutir. En d’autres termes, on s'intéresse aux causes de variation dans le système produisant le résultat. Or la théorie des variations distingue deux sortes de causes de variation : les causes assignables et les causes de variations purement aléatoires. Ainsi, la personne qui prend une décision risque de faire deux types d’erreurs, également coûteuses :  
Erreur No 1. Agir comme si certaines causes de variation du système étaient assignables, alors qu’elles sont toutes aléatoires (système sous contrôle).
Erreur No 2. Agir comme si les causes de variation du processus étaient aléatoires, alors qu’il existe une cause de variation assignable (système hors contrôle).
Les graphiques de contrôle sont utilisés en Extrême-Orient dans la plupart des usines. Ils permettent de supprimer le contrôle final du produit, d'où une réduction considérable du prix de revient. 

## Publications

### Livres
- Economic Control of Quality of Manufactured Product. Van Nostrand, New-York, 1931, 501 pages. Réédité par l'American Society for Quality Control en 1980.
- Statistical Method from the Viewpoint of Quality Control. The Graduate School, U.S. Department of Agriculture, Washington, 1939, 155 pages. Réédité par Dover en 1986.

### Articles
En tant que chercheur aux Bell Telephone Laboratories, Shewhart est l'auteur de cinq articles dans Bell System Technical Journal, revue dont les archives sont disponibles sur Internet :
- (en) Some applications of Statistical Methods, January 1924
- (en) Quality Control Charts, October 1926
- (en) Quality Control, October 1927
- (en) Economic Control of Manufactured Product, April 1930
- (en) Nature and Origin of Standards of Quality, January 1958

## Distinctions
- Institute of Mathematical Statistics : fondateur et deux fois président (1937, 1944).
- American Society for Quality Control : fondateur et deux fois président (1947, 1948).
- American Society of Mechanical Engineers : Holley medal (1954).
- Royal Statistical Society : honorary fellow (1954).
- Indian Statistical Institute : docteur ès sciences honoraire.